# 아소 대교
아소 대교(일본어: 阿蘇大橋 아소오하시[*])는 일본 구마모토현 아소군 미나미아소촌에 있는 아치형 다리이다. 국도 제57호선과 국도 제325호선이 서로 분기하는 곳에 위치하고 있으며, 국도 제325호선의 일부 구간으로 구성되어 있다. 또한 구로강 위에 건설되어 있다. 2016년 4월 16일 당시 2016년 구마모토 지진 때 다리 서쪽 산에서 발생한 대규모 산사태로 인해 교량이 붕괴되어 2018년 폐쇄되었다.